# Alen Bokšić
Alen Bokšić (Makarska, 1970. január 21. –) horvát válogatott labdarúgó.
A horvát válogatott tagjaként részt vett az 1996-os Európa-bajnokságon és a 2002-es világbajnokságon.

## Sikerei, díjai
Hajduk Split
- Jugoszláv kupa (1): 1990–91

Olympique Marseille
- Francia bajnok (1): 1992–93
- Bajnokok ligája (1): 1992–93

Juventus
- Olasz bajnok (1): 1996–97
- Interkontinentális kupa (1):
- UEFA-szuperkupa (1): 1996

Lazio
- Olasz bajnok (1): 1999–2000
- Olasz kupa (2): 1997–98, 1999–2000
- Olasz szuperkupa (2): 1998, 2000
- Kupagyőztesek Európa-kupája (1): 1998–99
- UEFA-szuperkupa (1): 1999

Egyéni
- A francia bajnokság gólkirálya (1): 1992–93 (23 gól)